# Ligne 1 du tramway de Genève
La ligne 1 du tramway de Genève ou ligne de Ceinture, est une ancienne ligne circulaire du tramway de Genève qui assurait une boucle autour du centre-ville en passant par la plaine de Plainpalais et la gare de Genève-Cornavin. La ligne fut ouverte en 1900 par la Société genevoise des chemins de fer à voie étroite (VE) puis exploitée dès l'année suivante par la Compagnie genevoise des tramways électriques (CGTE) et ce jusqu'à sa fermeture en 1969. 

## Histoire

### Du VE à la ligne de Ceinture

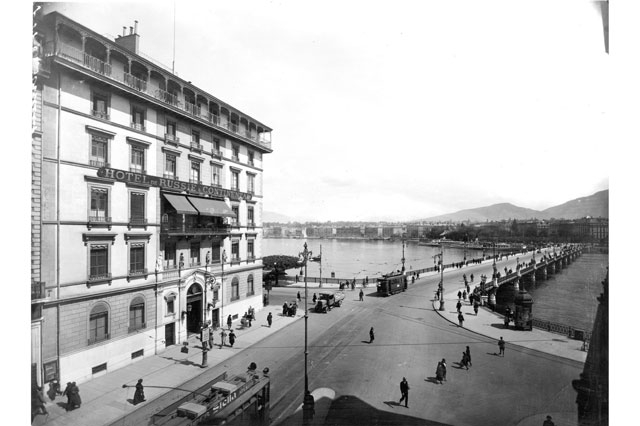
Le pont du Mont-Blanc en 1923.

En 1900, la Société genevoise des chemins de fer à voie étroite (VE) exploitait une ligne reliant la gare de Genève-Cornavin au rond-point de Plainpalais, transformée l'année suivante en une ligne circulaire au départ dudit rond-point exploitée par la Compagnie genevoise des tramways électriques (CGTE), en passant par le boulevard de Plainpalais, les rues Bovy, Lysberg, Diday, Bel-Air et du Rhône, la place des Eaux-Vives, la tranchée de Rive, les boulevards des Tranchées et des Philosophes pour revenir à son terminus. Les extensions suivantes remplaceront les infrastructures à voie normale de l'ancienne Compagnie générale des tramways suisses (TS) au profit de la voie métrique.
Le 10 octobre 1901, une ligne dite de « 1/2 Ceinture » est mise en service entre la gare de Cornavin et la place des Eaux-Vives par le rond-point de Plainpalais et prolongée en juin 1902 à la place du Port. Entre avril et août 1903 la ligne est interrompue puis exploitée de façon partielle à cause de la réfection du pont du Mont-Blanc entre le pont et Cornavin par la rive gauche. Il faut attendre le mois de novembre pour voir l'exploitation de la section jusqu'à la place du Port reprendre, et le 18 novembre 1903 pour voir l'ouverture complète de la ligne, dans les deux sens, qui devient alors la « Grande ceinture ».

### La ligne 1: du tramway à l'autobus

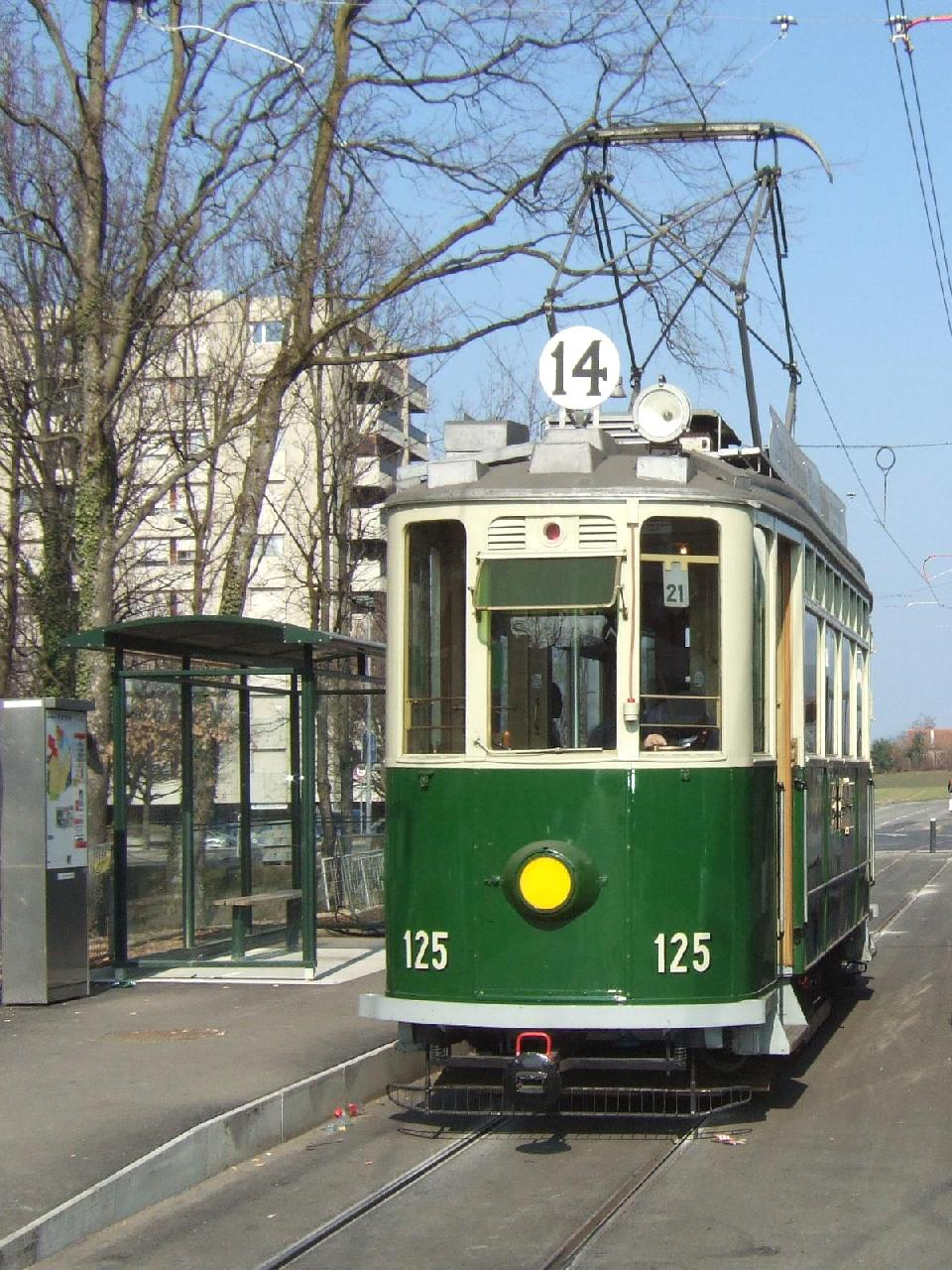
Une motrice dite « Ceinture », série 122-131, autrefois en service sur la ligne 1 entre 1920 et 1951.

En 1913, les lignes sont numérotées, la ligne de Ceinture devient la ligne 1, ou par la suite 1A et 1B selon le sens de rotation de la boucle. La ligne est alors longue de 4,4 km.
En 1932, la ligne est affectée par la mise en service de la nouvelle boucle de la gare de Genève-Cornavin, tandis qu'elle voit son trajet modifié en 1935, abandonnant la rue Lachenal au profit de la rue des Glacis de Rive, sensiblement moins raide.
La ligne 1, qui reste avec la ligne 12, les deux seules survivantes du réseau genevois, est supprimée à son tour le 31 mai 1969, au soir au profit des autobus dès le lendemain, victime de la création de la double ceinture routière proposée par le rapport d'expertise Biermann sur la circulation à Genève afin de fluidifier la circulation autour du centre-ville ; il fut jugé par les autorités qu'il était impossible de faire cohabiter la ligne 1 qui circulait par endroits à contre-sens de la circulation, malgré sa double voie intégrale, avec les nouveaux aménagements routiers. De plus, le trafic sur la ligne restait faible comparé à celui de la ligne 12, la ligne de Ceinture était d'ailleurs exploitée sans remorques.

### L'après tramway

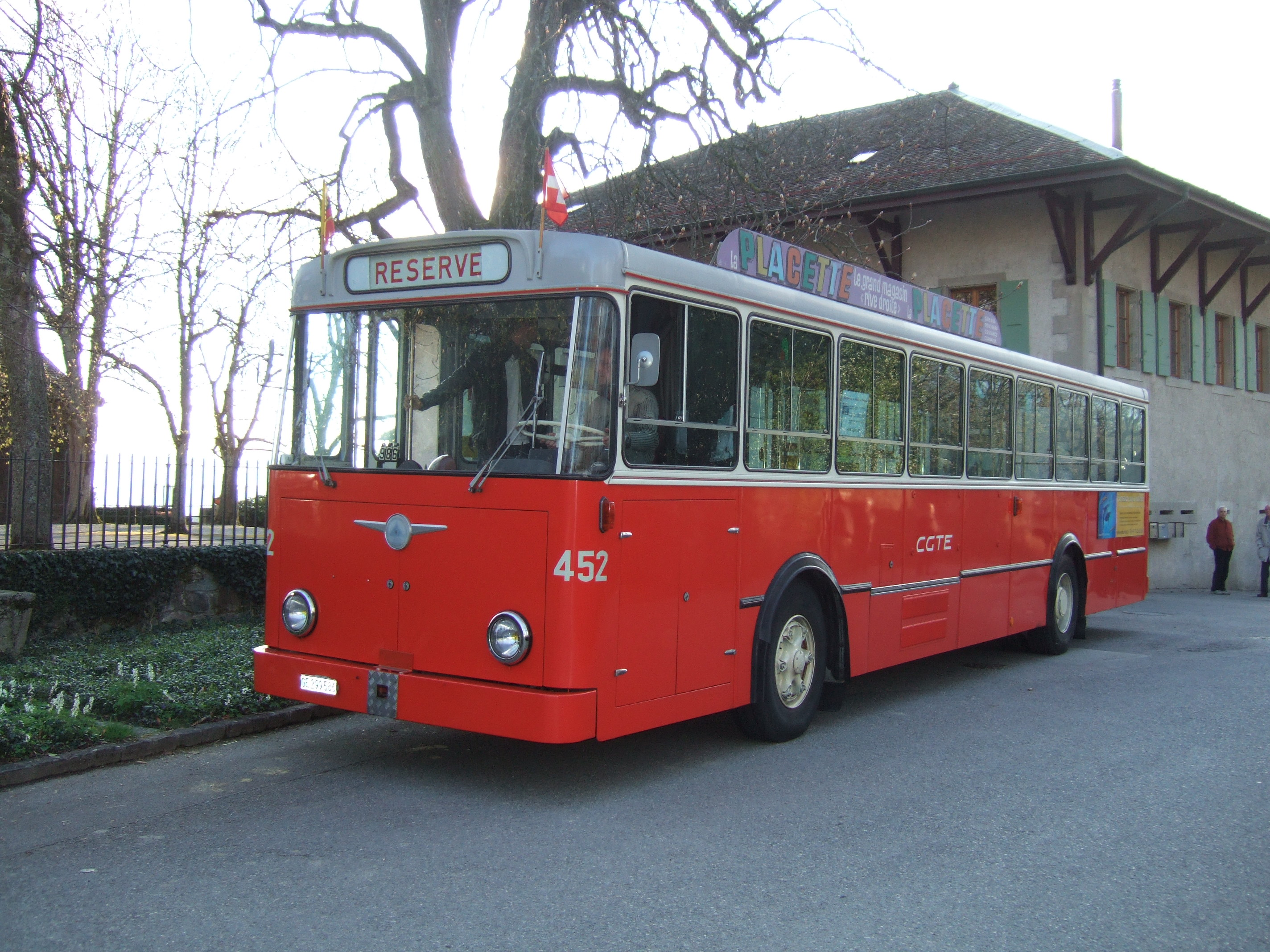
Un autobus Saurer, matériel utilisé après la suppression des tramways en 1969.

La ligne de bus no 1 se contenta de reprendre le parcours circulaire du tramway dans un sens, dans l'autre il fut dénommé ligne 11, :
- Ligne 1 : Cornavin – Eaux-Vives – Plainpalais – Cornavin ;
- Ligne 11 : Cornavin – place du Cirque – Tranchées – pont du Mont-Blanc – place des Alpes – Cornavin.

Ce fonctionnement est maintenu sans changement significatif jusqu'en 1986 où la ligne 1 abandonne le tracé circulaire par le pont du Mont-Blanc, tandis que la ligne 11 est supprimé,. Elle est prolongée au nord aux Pâquis, puis de nos jours au Jardin botanique, puis bien plus tard elle est prolongée à l'est de Rive jusqu'au Petit Bel-Air, la ligne 1 existe toujours en 2018 sous forme d'une ligne d'autobus.

## La ligne

### Caractéristiques générales
Le parcours, d'une longueur de 4,4 km voyait passer un tramway toutes les cinq minutes aux heures de pointe, puis toutes les quatre minutes à partir du 15 novembre 1928. La ligne est entièrement en double voie à partir de 1935.
La ligne est exploitée à partir de 1920 par les Ce 2/2 nos 122-131 dites « Ceintures », les « Petites Cents » nos 107-121 ont aussi été utilisées, puis à partir de 1951 par les Be 4/4 « Normalisées » nos 701-730 ex-Lucerne sans attelage de remorques, qui furent transformées en remorque après la suppression de la ligne et attelées aux motrices de la ligne 12. Des tests de circulation des « normalisées » avec remorques eurent lieu à l'hiver 1950-1951, mais sans donner de suite.

### Les stations
Les stations étaient : 
- Rond Point de Plainpalais ;
- Boulevard des Philosophes ;
- Boulevard des Tranchées ;
- Rue Ferdinand Hodler ;
- Cours de Rive ;
- Place des Eaux-Vives ;
- Rue Pierre Fatio ;
- Place du Port ;
- Pont du Mont-Blanc ;
- Rue du Mont-Blanc ;
- Gare Cornavin ;
- Boulevard James Fazy ;
- Pont de la Coulouvrenière ;
- Boulevard Georges Favon ;
- Place du Cirque.